# Hysteria (album de Def Leppard)
Pour les articles homonymes, voir Hysteria.
Albums de Def Leppard
Pyromania
(1983) Adrenalize
(1992)
Hysteria est un album de Def Leppard sorti en 1987. Il contient notamment le morceau Pour Some Sugar on Me. Hysteria est le plus grand succès commercial du groupe avec à ce jour plus de 20 millions de copies vendues dans le monde,. 
Sept titres sont sortis en single, et de nombreux titres enregistrés en studio ou bien en concert sont disséminés sur des faces B, ainsi que des remixes.

En 2006, Hysteria ressort avec toutes les faces B de l'époque en rapport avec l'album. Les titres inédits sont ajoutés aux remixes, ainsi que les live, pour arriver à un double-album de 27 titres.
L'album est cité dans l'ouvrage de référence de Robert Dimery « 1001 albums qu'il faut avoir écoutés dans sa vie ».

## Formation
- Joe Elliott: Chants
- Steve Clark: Guitare
- Phil Collen: Guitare
- Rick Savage: Basse
- Rick Allen: Batterie
- The Bankrupt Brothers (en réalité Def Leppard) : Chœurs

## Liste des pistes
1. Women (5:41)
2. Rocket (4:07)
3. Animal (4:02)
4. Love Bites (5:46)
5. Pour Some Sugar on Me (4:25)
6. Armageddon It (5:21)
7. Gods Of War (6:33)
8. Don't Shoot Shotgun (4:19)
9. Run Riot (4:39)
10. Hysteria (5:49)
11. Excitable (4:10)
12. Love And Affection (4:35)

---
1. Tear It Down - face B, réenregistré pour Adrenalize.
2. Ride Into The Sun - face B, réengistrement de la même chanson de 1978, qui aura une nouvelle intro pour l'album Retro Active en 1993.
3. Ring Of Fire - face B, réenregistré partiellement pour Retro Active, dont une nouvelle intro.
4. I Wanna Be Your Hero - face B, dont le titre de travail était Love Bites.
5. Release Me - face B créditée Stumpus Maximus & the Good Ol' Boys, qui est une véritable farce.

---
1. Tonight - morceau non utilisé à l'époque, enregistré pour Adrenalize.
2. Desert Song - morceau non utilisé à l'époque, complété avec de nouveaux enregistrements en 1993 pour Retro Active.
3. Fractured Love - morceau non utilisé à l'époque, complété avec de nouveaux enregistrements en 1993 pour Retro Active.

## Hysteria: Deluxe version (2006)

### CD 1
1. Women
2. Rocket
3. Animal
4. Love Bites
5. Pour Some Sugar on Me
6. Armageddon It
7. Gods of War
8. Don't Shoot Shotgun
9. Run Riot
10. Hysteria
11. Excitable
12. Love and Affection
13. Tear It Down
14. Ride Into the Sun - (1987 Re-recording)
15. I Wanna Be Your Hero
16. Ring of Fire

### CD2
1. Elected - (live)
2. Love and Affection - (live)
3. Billy's Got a Gun - (live)
4. Rock of Ages Medley: Not Fade Away / My Generation / Radar Love / Come Together / Whole Lotta Love
5. Women - (live)
6. Animal - (extended version)
7. Pour Some Sugar on Me - (extended version)
8. Armageddon It - (The Nuclear mix)
9. Excitable - (Orgasmic mix)
10. Rocket - (The Lunar mix)
11. Release Me - (with Stumpus Maximus & The Good Ol' Boys)

## Singles
| Titre du single       | Titres                                                                | Sortie         | Sortie                      | Sortie       |                |
| --------------------- | --------------------------------------------------------------------- | -------------- | --------------------------- | ------------ | -------------- |
| Titre du single       | Titres                                                                | Animal         | 01. Animal 02. Tear it Down | Juillet 1987 | Septembre 1987 |
| Women                 | 01. Women                                                             | -              | Août 1987                   |              |                |
| Pour Some Sugar on Me | 01. Pour Some Sugar on Me 02. Ring Of Fire                            | Septembre 1987 | Avril 1988                  |              |                |
| Hysteria              | 01. Hysteria 02. Ride into the Sun                                    | Novembre 1987  | Janvier 1988                |              |                |
| Armageddon It         | 01. Armageddon It 02. Release Me (Vinyle)                             | Avril 1988     | Novembre 1988               |              |                |
| Love Bites            | 01. Love Bites 02. Billy's Got a Gun (Live)                           | Juillet 1988   | Août 1988                   |              |                |
| Rocket                | 01. Rocket 02. Release Me (Royaume-Uni) 02. Women [Live] (États-Unis) | Février 1989   | Février 1989                |              |                |